# Bodedia picta
Bodedia picta là một loài tò vò trong họ Ichneumonidae.